# 樂水車站
樂水車站，是一座位於臺灣宜蘭縣三星鄉的鐵路車站，屬行政院農業委員會林務局已廢止鐵路路線羅東森林鐵道。
該車站座落於樂水村，最初作為太平山林場檜木運送的中樞站使用，站舍至今仍存，並經過整修後閒置，其建築區域位於產業道路下方。

## 名稱
該車原名「濁水」，名稱源自蘭陽溪舊稱「濁水溪」。1953年，該車站更名為「瑪崙」。其後，又因周邊行政區域屬樂水村，再次改名為「樂水」，其中「樂水」一名源自於臺灣話「濁水」的發音。

## 歷史
- 1903年（明治36年）：當時的宜蘭廳長西鄉菊次郎集資私設軌道，於九芎湖一帶開業。
- 1914年（大正3年）：私設軌道脫落哩沙車站開幕。
- 1920年（大正9年）1月6日：借用台南糖廠路線（天送埤以東）的軌道開始運輸。
- 1921年（大正10年）：天送埤以西的軌道正式開通。[6][7]
- 1924年（大正13年）1月27日：延伸至竹林的軌道正式開通，羅東森林鐵路開通。
- 1926年（大正15年）5月18日：由於開始辦理客運業務，設立車站。
- 1953年2月1日：車站更改名稱為瑪崙。[8]。
- 時間不明 - 車站隨聚落改稱為樂水。
- 1978年：由於颱風影響，天送埤車站至土場車站（包括本站）的路段中斷。
- 1979年8月1日：廢站。

## 另見
- 羅東林鐵八號隧道
- 濁水車站

## 外部連結
宜蘭縣史館 宜蘭人文知識數位資料庫
- 大同鄉太平山森林鐵路牛鬥車站正中景[] 1990年代
- 大同鄉太平山森林鐵路牛鬥車站側中景(1)[] 1990年代
- 大同鄉太平山森林鐵路牛鬥車站側中景(2)[] 1990年代